# نادي قصبة تادلة
الشباب الرياضي قصبة تادلة هو نادٍ رياضي مغربي من مدينة قصبة تادلة تأسس سنة 1946، يُمارس بدوري الدرجة الثانية للدوري المغربي الدرجة الثانية.